# Dicotomia
Uma dicotomia é uma partição de um todo (ou um conjunto) em duas partes (subconjuntos). Em outras palavras, esse par de partes deve ser
- conjunto exaustivo: tudo deve pertencer a uma parte ou a outra, e
- mutuamente exclusivo: nada pode pertencer simultaneamente a ambas as partes.

Essa partição também é frequentemente chamada de bipartição.
As duas partes assim formadas são complementos. Em lógica, as partições são  opostas se existir uma proposição tal que ela se mantenha sobre uma e não sobre a outra.
Tratar variável contínua s ou multi variável categórica s como variável binária s é chamado dicotomização. O erro de discretização inerente à dicotomização é temporariamente ignorado para fins de modelagem.
Para ponderar conceitos dicotómicos é referida uma teorias. Nesse âmbito a teoria do Devir de Heráclito é uma importante filosofia pré-socrática. Heráclito de Éfeso, que viveu no século VI a.C., acreditava que a natureza está em constante mudança e transformação. Ele é famoso por suas afirmações de que “tudo flui” e "nada é permanente, exceto a mudança". Existe também o conceito de Devir que se refere ao processo contínuo de vir-a-ser, onde tudo está em constante transformação. Heráclito usava a metáfora do rio para ilustrar essa ideia, dizendo que "não se pode entrar duas vezes no mesmo rio", pois a água está sempre em movimento e, portanto, o rio nunca é o mesmo. Isso significa que tanto o rio quanto nós mesmos estamos em constante mudança. Heráclito também acreditava que essa mudança constante é impulsionada por forças contrárias e que a contradição é o princípio de todas as coisas. Ele via o mundo como um equilíbrio dinâmico de opostos, onde a disputa entre esses opostos é o que gera a harmonia e a transformação contínua.

## Uso e exemplos
- O texto acima se aplica diretamente quando o termo é usado em matemática, filosofia, literatura ou linguística. Por exemplo, se existe um conceito A e é dividido em partes B e não-B, as partes formam uma dicotomia: elas são mutuamente exclusivas, pois nenhuma parte de B está contida em não-B e vice-versa, e eles são conjuntamente exaustivos, pois cobrem todo o A e juntos novamente dão A.
- Teoria dos conjuntos, uma relação dicotômica R é tal que aRb, bRa, mas não ambas.[2]

## Etimologia
O termo  dicotomia  é do idioma grego em grego:   διχοτομία  dichotomía  "dividido em dois" de δίχα  dícha  "em dois, separado" e τομή  tomḗ ' '"um corte, incisão".